# Microlestes minutulus
Microlestes minutulus es una especie de escarabajo de la familia Carabidae.

## Distribución geográfica
Se distribuye por el paleártico: Europa y la mitad centro-occidental de Asia.